# Purikura

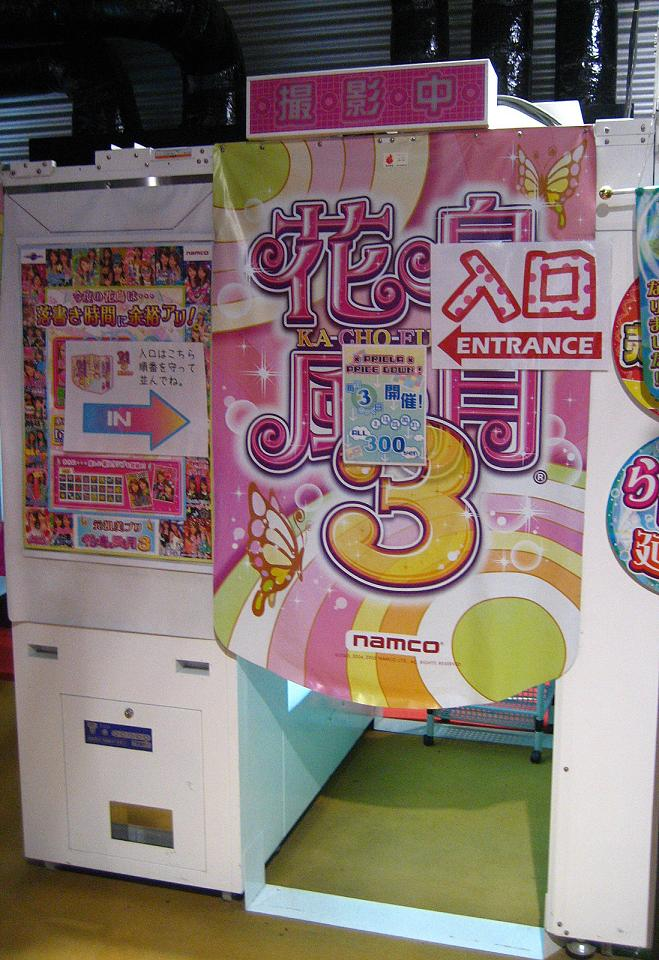
Une cabine de purikura.

Les purikura (プリクラ) font référence à un type de photographies de divertissement prises en cabines, très répandues au Japon et à Taïwan. Ces machines sont plus grandes qu'un photomaton classique et offrent de nombreuses options.

## Origine et usages
Le mot purikura est la contraction de print club (プリント倶楽部, purinto kurabu) dans la prononciation japonaise, un exemple de wasei-eigo (de l'« anglais » qui n'existe qu'en japonais).
Conçu en 1994 par Sasaki Miho, le purikura est inspiré par la popularité de la culture photo des filles et des autocollants photo dans le Japon des années 1990. Miho a travaillé pour la société de jeux vidéo Atlus qui a développée le premier purikura avec Sega. Le premier purikura est présenté en février 1995, initialement dans les salles de jeux, avant de s'étendre à d'autres lieux de culture populaire tels que les fast-foods, les gares, les établissements de karaoké et les pistes de bowling. Le succès de la machine Sega-Atlus originale a conduit d'autres sociétés japonaises de jeux d'arcade à produire leur propre purikura, notamment Neo Print de SNK en 1996 et Puri Puri Campus (Print Print Campus) de Konami en 1997.
Ces cabines photographiques sont extrêmement populaires au Japon ainsi qu'à Taïwan : beaucoup de salles d'arcade ont un niveau entièrement destiné à ces machines. Il existe quelques cabines de purikura en Europe. Le purikura est généralement utilisé par les adolescents, et plus particulièrement les filles, mais pas exclusivement. Beaucoup de jeunes filles emportent partout avec elles leurs albums de photos purikura pour les montrer et les échanger avec leurs amies.
Initialement présents dans les salles d'arcade, les purikura ont notamment influencé le phénomène du selfie, on en trouve aujourd'hui dans les parcs d'attractions, les centres commerciaux et les gares à travers tout le Japon.

## Description
Une cabine typique est suffisamment grande pour accueillir huit personnes, et certaines sont encore plus grandes. Cela coûte environ 400 yens par tour. Quand de la monnaie est insérée, entre deux et dix images différentes peuvent être prises. La pose la plus commune est de faire le signe V. Parfois, des perruques et autres outils de cosplay, à utiliser dans la machine, sont à louer par toute personne que cela pourrait intéresser.
Quand les images sont prises, les occupants sélectionnent celles qu'ils veulent garder et les impriment via un écran tactile. Les images peuvent être alors décorées sur l'écran avec un nombre considérable de tampons virtuels, bordures, textes… Durant ce temps, de la musique J-pop est souvent jouée et une voix suraiguë de femme dirige les occupants dans les différentes étapes via des ordres tels Uan, tsu, surii, pouzu (la prononciation japonaise des mots anglais « One, two, three, pose »).
Finalement, le nombre et la taille des images à imprimer sont choisis ; après quelques minutes, les photos sont imprimées sur des feuilles de papier coloré, à découper et partager au sein du groupe. Généralement, le côté face peut être enlevé, les photos devenant alors autocollantes.
Il existe de nombreuses variations de ces cabines. Certaines images peuvent être prises sous différents angles dans la cabine, d'autres font des impressions sur des papiers spéciaux, d'autres cabines encore ont des fonds différents interchangeables, sont décorées avec des faux décors, utilisant différents éclairages, ou permettant encore d'ajouter des logos de marques déposées tel Hello Kitty. Les machines de purikura ont différents cadres (les images autour des photos), typiques de chaque machine réparties dans tout le Japon : ainsi, des personnes suffisamment motivées se prennent en photo dans chacune d'elles, complétant ainsi leur collection.